# Alfredo Luís da Costa
Alfredo Luís da Costa (Casével, Castro Verde, 24 de Novembro de 1883 – Lisboa, 1 de Fevereiro de 1908) foi um publicista, editor, jornalista, empregado do comércio e caixeiro viajante, membro da Carbonária e franco-mação, mais conhecido por, conjuntamente com Manuel Buíça e outros carbonários, participar no regicídio do rei D. Carlos I no dia 1 de Fevereiro de 1908 em Lisboa.

## Biografia
Nasceu em Casével, filho de Manuel Luís da Costa e Maria João da Costa. Quem com ele se dava descrevia-o como duma fisionomia séria, quase triste e grandes olhos castanhos, lentos a mover-se, com uma fixidez que parecia de sonâmbulo e era de atenção, um nada de barba loura no queixo, o nariz levemente amolgado sobre a esquerda. É provável que uma tuberculose descurada, traiçoeiramente seguindo caminho, lhe achatasse o tórax, aguçasse os ombros e lhe imprimisse às costas uma quebratura já perceptível.
Veio cedo da sua aldeia de Casével do Alentejo, tendo aprendido as primeiras letras na sua aldeia natal começa a trabalhar como empregado do comércio num estabelecimento que um tio seu, abastado lojista, tinha instalado em Lisboa, onde presidiu à Associação dos Empregados do Comércio de Lisboa.
Tornou-se mais tarde caixeiro-viajante por conta própria, depois de ter cortado relações com o tio, percorrendo o país. 
Sendo um autodidacta e rebelde por índole funda em Angra do Heroísmo um jornal para defesa dos empregados do comércio, e tão bem conduziu a campanha que as suas reivindicações foram aceites e começaria a vigorar nessa ilha o repouso semanal, nesta cidade também impulsiona o Núcleo da Juventude Anarco-Sindicalista.
Em 1903, em Estremoz, fez intensa propaganda republicana e daí começou a colaborar nos jornais de classe da capital, sempre homem de fé e dedicação sem limites. De entre algumas tiradas tem esta: Se os senhores representantes da Nação mais uma vez nos votarem ao olvido, resta-nos a certeza de que os marmeleiros ainda crescem nos pauis (escreveria ele em 1903) e Tentar esmagá-lo (o opressor) num justificado impulso de revolta é um dever de todos nós (dizia ainda em 1906).
Mediante um pequeno capital, emprestado por mão amiga, fundou uma pequena empresa de livraria, A Social Editora com Aquilino Ribeiro, onde foram editados alguns folhetos contra o regime, esta encetou ainda a publicação em fascículos, distribuídos aos domicílios, do romance de índole popular, A Filha do Jardineiro (romance que através da ironia dava machadadas na carcomida árvore real de sete séculos, na empresa embrionária e malsucedida consumiu este as suas poupanças, que não eram muitas. 
Republicano radical, mas não extremista, sabe-se que era franco-mação (ao contrário de Manuel Buíça que não se tinha a certeza), na loja maçónica a que pertencia tornou-se proverbial este seu carácter.
Rígido com os outros, era-o ainda mais consigo, assim, como assalariado, passou dias inteiros sem comer, escondido, com vergonha de que o vissem soltar uma queixa, incapaz de estender a mão a quem quer que fosse. Em 31 de Janeiro de 1908 (na véspera do regicídio) era morador na Rua dos Douradores, n.º 20, 2.º andar em Lisboa, era solteiro e sem filhos, empregado do comércio, colaborador de jornais e administrador do semanário O Caixeiro.

## O Golpe do Elevador da Biblioteca
Na noite de 28 de Janeiro de 1908, data fixada para o movimento que abortou desastradamente no elevador da Biblioteca, liderava um grupo conjuntamente com Manuel Buiça de vinte homens, este grupo deveria primeiramente assaltar o Palácio Real mas depois, por uma modificação da estratégia, o Quartel dos Lóios, o grupo, ainda se envolveu em confrontos com a Guarda Municipal, nas imediações da Rua de Santa Bárbara, quando aguardava que um morteiro desse o sinal da revolução.
A Janeirada foi planeada em conjunto entre o Partido Republicano e a Dissidência Progressista, fornecendo o primeiro os homens e o segundo o dinheiro e as armas. Além de António José de Almeida tinha como organizador na sombra Luz de Almeida. O golpe tinha como objectivo proclamar a república e como meio, a revolta armada e o assassínio do odiado ditador, João Franco. Quando é que se tomou a decisão de abater também o rei não está claro, mas fazia parte das instruções do comando do qual faziam parte Alfredo da Costa e Manuel Buíça, como parte do golpe.
Esta tentativa de Revolução foi gorada pelo governo de João Franco, que graças a uma inconfidência empreendeu uma onda de prisões que decapitaram o movimento antes que pudesse arrancar. Os que puderam fugir fizeram-no mas no meio do pânico geral, Alfredo Costa (que não tinha sido preso nesse dia) era um dos conspiradores que não arredavam do seu posto. De facto, as prisões limitaram-se aos cabecilhas e pouco mais, continuando muitos dos comandos a vaguear pela cidade, fazendo distúrbios: há escaramuças no Rato, Alcântara, no Campo de Santana e na Rua da Escola Politécnica cai morto um polícia.
A sala traseira do Café Gelo, sempre tão frequentada e turbulenta pelos carbonários e republicanos estava vazia, apenas Manuel Buíça e Alfredo Costa com mais uns tantos temerários ficavam por lá e continuavam a frequentar o local, os outros passavam de esfuziote, rápidos e silenciosos. 
Alfredo Costa continuava livremente pela cidade, congregando os elementos que, dispersos, sobreexistiam ainda, teimando sempre que se continuasse a lutar, dizem que afirmou num encontro que teve depois da Janeirada com Machado Santos e Soares Andrea no Café Gelo: Se algum bufo me deita a unha — dizia Costa palpando a browning na algibeira da calça — queimo-lhe os miolos.

## O Regicídio
Na madrugada do dia 1 de fevereiro de 1908, Alfredo Costa reúne-se com Manuel Buíça e outros carbonários na Quinta do Xexé, aos Olivais, onde planeiam o atentado.

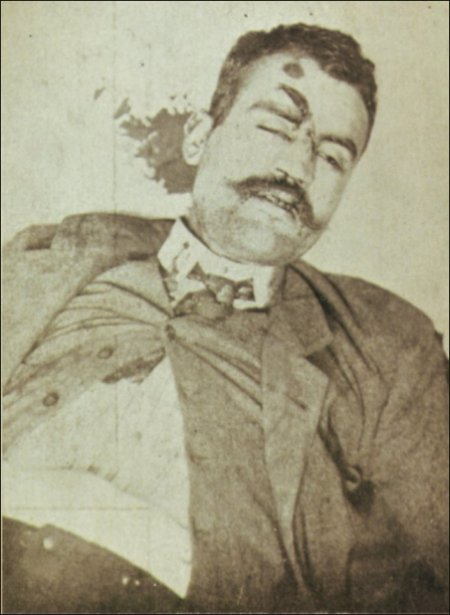
Alfredo Luís Costa morto em 1 de Fevereiro de 1908

No mesmo dia pelas duas horas da tarde, almoça com Manuel Buíça e mais três desconhecidos, numa mesa a um canto do Café Gelo, que fica perto da porta para a cozinha, saem estes para dar lugar a um outro que se senta à mesma mesa, com quem os regicidas conversam baixo, Alfredo Costa engolirá um almoço apressado, findo o diálogo, Buíça é o primeiro a se levantar e diz aos outros dois que vai buscar o varino.
Pelas quatro horas da tarde, do mesmo dia, Alfredo Costa, Fabrício de Lemos e Ximenes, assumem posições debaixo da arcada do Ministério do Reino no Terreiro do Paço
Manuel Buíça com Domingos Ribeiro e José Maria Nunes, posiciona-se no Terreiro do Paço, perto da estátua de D. José, ficando o primeiro perto duma árvore, frente ao mesmo ministério, junto a um quiosque. 
Os seis aguardam a chegada do monarca, misturados com a população que espera o desembarque da família real, acompanham atentamente a atracagem do navio a vapor, D. Luís, onde seguia a mesma.
Sensivelmente às cinco horas e vinte minutos, Alfredo Costa, depois de Manuel Buíça ter começado a disparar sobre o landau régio, cai sobre a carruagem que passava na sua frente e disfere dois tiros nas costas do Rei. Este estava já morto: a primeira bala do Buíça penetrara-lhe na nuca, a segunda, visando o príncipe, atingira-o no ombro fazendo-o tombar para a direita. Daí que estivesse de costas para o lado das arcadas, de onde Alfredo Costa veio. A rainha, já de pé, fustiga-o com a única arma de que dispunha: um ramo de flores, gritando “Infames! Infames!” Alfredo Costa volta-se para o príncipe D. Luís Filipe, que se levanta e saca do revólver do bolso do sobretudo, mas é atingido no peito. A bala, de pequeno calibre, não penetra o esterno e o Príncipe desfecha quatro tiros rápidos sobre o atacante, que tomba da carruagem. Mas ao levantar-se D. Luís Filipe fica na linha de tiro e o assassino da carabina atira a matar: uma bala de grosso calibre atinge-o na face esquerda, saindo pela nuca. O Tenente Figueira, a cavalo, volta-se para acometer os regicidas e fere Alfredo Costa a golpes de sabre nas costas e na face.
A Polícia Municipal perante a acometida do Tenente Figueira, ressarciu-se também e rompeu a disparar a torto e a direito sobre os vultos que se lhe afigurou fazerem parte da conjura, dois agentes, quando Alfredo Costa cambaleava, lançaram-lhe a mão, e arrastam-no preso para a Câmara Municipal. À entrada desta é abatido por um tiro que lhe perfura o pulmão e o mata, sendo a autoria do disparo atribuída ou a um guarda municipal ou a mão desconhecida.

## Autópsia e homenagens fúnebres
Alfredo Costa, com vinte e quatro anos, foi a enterrar no dia 11 de fevereiro de 1908. Na véspera, um grupo de três homens, membros da Associação do Registo Civil, manifestou ao director da morgue, a vontade de proporcionar a Alfredo Costa, enquanto associado da mesma agremiação cívica, um funeral civil. 

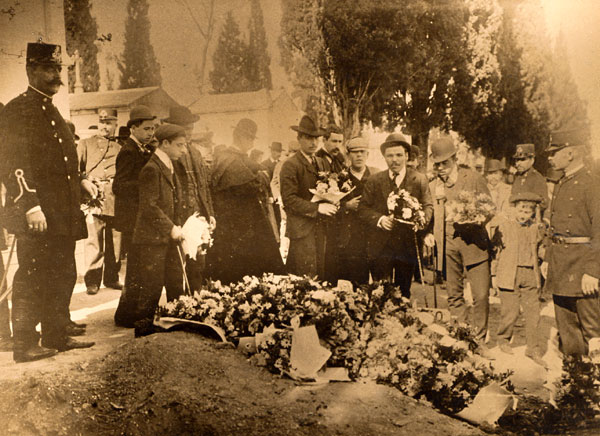
Populares depondo flores nas campas de Alfredo Costa e Manuel Buiça presumivelmente em Agosto de 1908 (Documentos Carvalhão Duarte/Rocha Martins/Fundação Mário Soares)

Autopsiado no início da madrugada do mesmo dia, do exame resultaram estes achados. De um total de 11 ferimentos, 3, na cabeça, 2 nas costas e um, no peito, eram de golpes de sabre, não mortais. Um sétimo correspondia a uma equimose no lado esquerdo da face. Os quatro restantes eram ferimentos por balas: um no fundo das costas, um na axila com perfuração de um lado ao outro, um no terço inferior do braço esquerdo com fractura do úmero (estes dois últimos são provavelmente do revólver de D. Luís Filipe) e um no lado superior do peito, que lhe trespassou o lobo superior do pulmão e atravessou o tórax, fracturando e alojando-se numa costela junto às costas. Esta foi a ferida mortal.
O projéctil, no entanto, não parece ter sido recuperado nem medido, mas a descrição desse ferimento, com um diâmetro de 5 a 10 mm sugere uma arma de calibre 6,35 mm ou 7,65 mm, ambas armas automáticas, que nenhuma força policial portuguesa detinha à altura. Isto parece reforçar a teoria de que Alfredo da Costa foi abatido pelo grupo de retirada, para impedir que fosse sujeito a interrogatório.
À tarde, o seu cadáver, bem como o de Manuel Buíça e de João Sabino (morto da luta que opôs a escolta real aos assassinos, e que mais tarde foi ilibado de qualquer participação no atentado) foram acondicionados em ataúdes de chumbo e seguiram depois, num char-à-bancs, para o cemitério do Alto de São João. Lá chegados, os caixões foram conduzidos à sala dos depósitos onde os soldaram, sendo nos covões 6044 e 6045; transitando em 1914 as ossadas para o mausoléu a quem foi atribuído o número 4251. 
Mais tarde, e dada a permissividade do Governo de Acalmação de Ferreira do Amaral que permitia que se fizessem comícios republicanos, em que se fazia a apologia do atentado e se considerava os assassinos como beneméritos da Pátria, teve lugar uma romagem de cerca de vinte e duas mil pessoas às sepulturas dos regicidas. O evento fora organizado pela Associação do Registo Civil.
Após a Implantação da República, a mesma Associação do Registo Civil e Livre-Pensamento adquire terreno no Cemitério para aí erigir um monumento aos "heróicos libertadores da Pátria" (palavras constantes no requerimento apresentado à C.M.L.). 
O monumento, composto por dois braços, um empunhando um facho e outro correntes rebentadas, foi desmantelado durante o Estado Novo, e os corpos trasladados para outro local, dentro do Cemitério. Apesar dos elementos do monumento se encontrarem preservados, nunca foram repostos.

## Considerações finais
Surgiram rumores, depois dos funerais, que o regicídio teria sido organizado pela Carbonária a que Alfredo Costa estava ligado, até que a Maçonaria estaria implicada no caso, porém, nada pôde ser esclarecido, dado que os governos da monarquia subsequentes não se esforçaram por dar seguimento ao caso, com medo das implicações politicas do que se viesse a descobrir. 
Mesmo assim, o processo ficou pronto e estava pronto para seguir para juízo, com data marcada para 25 de Outubro de 1910, mas todo o fruto das investigações, desapareceu, dado que logo a seguir à Proclamação da República a 5 desse mês, o Juiz Almeida e Azevedo entregou o referido processo ao Dr. José Barbosa, membro do Governo provisório que o levou a Afonso Costa, Ministro da Justiça do Governo Provisório (6 de Outubro), e depois disso perdeu-se o rasto ao documento.
Ainda assim, as investigações mais recentes, se não chegando a precisar quando e quem decidiu a morte do rei, nem quem matou os regicidas, deitam definitivamente por terra a teoria do "acto isolado", prendendo a acção a toda a mecânica do Golpe do Elevador.

## Na cultura popular

### Televisão
- A série "O Dia do Regicídio" produzida pela RTP em 2008.